# Ентопій
Ентопій (лат. en тут і грец. topos — місце) — місце розташування фітоценозу, яке визначається в першу чергу становищем в рельєфі, геологічними породами і рівнем ґрунтових вод. Термін «Ентопій» був запропонований Л. Г. Раменським.